# Ragnar Sigurðsson
Ragnar Sigurðsson (født 19. juni 1986) er en islandsk tidligere fodboldspiller, der spillede som midterforsvarer. Han har tidligere i to omgange spillet for den danske klub F.C. København, og han har spillet for Islands fodboldlandshold.

## Klubkarriere
Fylkir
Som ungdomsspiller spillede Sigurðsson i den islandske klub Fylkir, hvor han i 2004 blev rykket op på førsteholdet. 
IFK Göteborg
Efter Fylkir fik Sigurðsson kontrakt i den svenske klub IFK Göteborg i årsskiftet 2006/07. Han debuterede i Allsvenskan for Göteborg i sæsonens første kamp den 6. april 2007. Han spillede i samtlige kampe i 2007-sæsonen, hvor han sammen med forsvarsmakkeren Mattias Bjärsmyr var med til af vinde det svenske mesterskab. Han blev endvidere kåret som Allsvenskans bedste midterforsvarer i sæsonen.
I den følgende sæson (2008) vandt han med IFK Göteborg Svenska Cupen og Svenska Supercupen.
F.C. København
Den 30. maj 2011 offentliggjorde F.C. København, at klubben havde indgået en 4-årig kontrakt med Sigurðsson, mod betaling af en transfersum på ca. 5,5 mio. kroner.
Sigurðsson opnåede hurtigt succes i FCK, hvor han den 27. juli 2011 i en kvalifikationskamp til UEFA Champions League mod Shamrock Rovers F.C.. Han vandt med klubben DBU Pokalen i 2011-12 og det danske mesterskab i 2012-13 sæsonen.
Han opnåede i FCK 70 Superligakampe, 7 pokalkampe, 13 kampe i Champions League-turneringen og 12 kampe i Europa League-turneringen. Sidste kamp for FCK var den 10. december 2013 i 0-2 nederlaget til Real Madrid. 
Den 16. januar 2014 blev det offentliggjort, at Sigurdsson skiftede til russiske FC Krasnodar.
FC Krasnodar
Sigurðsson fik i januar 2014 en kontrakt på 2½ år i russiske Krasnodar med en option på en etårig forlængelse.
Fulham
Den 23. august 2016 indgik Sigurðsson en toårig aftale med den engelske Championship-klub Fulham FC
Rubin Kazan
I august 2017 skiftede Sigurðsson tilbage til russisk fodbold på lejeaftale med FC Rubin Kazan, der løb i sæsonen 2017-18. 
Rostov
Den 18. januar 2018 skrev han kontrakt med den russiske klub FC Rostov. Kontrakten blev ophævet ved udgangen af 2019. 
F.C. København II
Den 12. januar blev det offentliggjort, at Sigurðsson havde skrevet en kontrakt med FCK til sommeren 2020. Kontrakten blev siden forlænget til sommeren 2021, men bl.a. skader medførte, at Sigurðsson fik begrænset spilletid i klubben, og den 18. januar 2021 blev det offentliggjort, at han skiftede til ukrainske FC Rukh Lviv. Han opnåede 110 kampe for FCK, hvori han scorede 4 mål.

## Landsholdskarriere
Sigurðsson har spillet flere kampe for forskellige islandske ungdomslandshold. 
Sigurðsson debuterede på Islands fodboldlandshold i 2007. Han deltog i EM 2016 i Frankrig samt ved VM 2018 i Rusland.